# الکساندر سرافیموویچ
الکساندر سرافیموویچ (به روسی: Серафимович, Александр Серафимович)؛(زاده ۱۹ ژانویه ۱۸۴۶ - درگذشته ۱۹ ژانویه ۱۹۴۹) نویسنده روسی بود.

## زندگی‌نامه
الکساندر سرافیموویچ در سال ۱۸۴۶ در شهر مسکو به دنیا آمد و در سال ۱۹۴۹ در گذشت . وی از بنیان گذاران ادبیات رئالیستی است. نوشته‌هایش آنچنان حقیقی و گیراست که خواننده زندگی را در آن لمس می‌کند.
میخائیل شولوخوف درباره سرافیموویچ می‌نویسد: «او هنرمندی واقعی و انسانی بزرگ است. و آثارش با ما مانوس و صمیمی می‌باشد.»
سرافیموویچ از نسل نویسندگانی است تازه‌کار، نوشتن را از آنان آموخته ایم.

## آثار
- گالینا، ترجمه نصرت اله مهرگان
- سیل آهنین
- مردگان توی کوچه
- آهنگ شوم
- ریگ ها
- در کنار سیل